# 聖ミカエル (ドメニコ・ベッカフーミ)
聖ミカエルは1526年～1535年頃に、 ドメニコ・ベッカフーミによっては制作された、全長347x225 cmの油彩画で、サン・ニッコロ・アル・カルミネ教会に保存されています。

## 歴史
この作品には2つのバージョンがある。最初のバージョンは未完成のまま、ついに教会に納められることはなかったが、2作目は現在もそこに所蔵されている。この第2作はヴァザーリによって記述され、1535年まで市内に滞在していたバルダッサーレ・ペルッツィからも賞賛を受けており、これが重要な「それ以前」の年代を示す手がかりとなっている。制作年代は不明だが、1526年から1535年の間とされ、おそらく現在は失われた5枚のプレデッラ板を備えていたと考えられる。 
おそらく、この作品の下絵が存在しており、ウフィツィ美術館素描版画室に所蔵されている『ガルガーノに顕現する聖ミカエルがそれにあたると思われる。 

## 描写と様式
最初の祭壇画のバージョンがあからさまにミケランジェロ風だったのに対し、この2作目の同主題による試みでは、ラファエロとバチカン宮殿の「ラファエロの間」への明確なオマージュが見られる。天使と悪魔が入り乱れる激しい渦の代わりに、ベッカフーミはより秩序立った構図を採用した。中央には依然として剣を掲げた聖ミカエルが堂々と立ち、その上方には神の父が、天使の戦士を動かす命令を示唆するかのように、より明確かつ力強い存在感をもって描かれている。また天国のほかの天使たちも、もはや流動的で無秩序な群れではなく、「聖体の論議」に登場する学者たちのように、整然と二列の半円形に腰掛けている。 
ミカエルは、まさに急な坂を下りて冥界へ向かおうとしているかのように描かれている。その先の冥界では、アーチの下に左右対称に配された二つの間に、炎の閃光に照らされた罪人たちがいて、さらにその最も下には、犬の顔と竜の体を持つルシファーの怪物がいる。逆光の効果が際立っており、例えば神の父は影に沈み、ミカエルの体にはまだらに光が差し込んでいる。これは、彼の背後から強い光が差し込み、冥界への旅を導いていることを暗示している。さらに画面下部には炎が燃え上がり、悪魔を赤々と染め、その姿を判別できるようにしている。これらの光の演出も、ラファエロの聖ペテロの解放のような作品から着想を得たものと考えられる。